# 2010 في فلسطين
أحداث عام 2010 في فلسطين

## الحكم السياسي
الرئاسة : محمود عباس

رئاسة الوزراء :

الضفة الغربية: سلام فياض (حكومة طوارئ) 

قطاع غزة: إسماعيل هنية (حكومة مقالة)

### تعيينات
- في 9 مارس 2010، عُين رفيق النتشة رئيسًا لهيئة مكافحة الكسب غير المشروع (هيئة مكافحة الفساد الفلسطينية لاحقًا).[1]
- في 26 أبريل 2010، عُين حسين الأعرج رئيسًا لديوان الموظفين العام الفلسطيني بدرجة وزير.[2]

## أهم الاحداث
- 29 يناير - اغتيال محمود المبحوح أحد القيادات البارزة في كتائب القسام في دبي
- 11 فبراير - فهمي شبانة يكشف عن فضيحة رفيق الحسيني على القناة العاشرة الإسرائيلية وتم اعفاؤه من منصبه في أبريل 2010
- 21 فبراير - إسرائيل تضم الحرم الإبراهيمي في الخليل وقبر راحيل في بيت لحم لقائمة مواقعها الأثرية
- 22 أبريل - الفلسطينيون يدخلون موسوعة جينس باكبر طبق مسخن
- 1 حزيران - الرئيس المصري يأمر بفتح معبر رفح بين مصر وقطاع غزة لأجل غير مسمى
- 17 أغسطس - مجندة إسرائيلية تنشر صورا على الفيسبوك مع معتقلين فلسطينيين معصوبي الأعين ومكبلي الأيدي
- 3 سبتمبر - اطلاق المفاوضات المباشرة بين إسرائيل والسلطة الفلسطينية في واشنطن برعاية أمريكية
- 2-6 ديسمبر - حرائق هائلة في احراش جبل الكرمل ومساعدات مصرية وفلسطينية وأردنية إضافة إلى روسية وأوروبية في عمليات إخماد حريق الكرمل
- 23 ديسمبر - النرويج أول دولة أوروبية تعترف بدولة فلسطين

## وفيات
- 29 نوفمبر - وفاة المفكر والقيادي الفلسطيني عبد الله الحوراني
- 13 أبريل 2010 - ناهض الريس، سياسي فلسطيني ووزير سابق.